# Heinrich Herding
Heinrich Herding, auch Herdingh (* im 16. oder 17. Jahrhundert; † Mai 1656 in Hiltrup), war ein deutscher Jurist, Bürgermeister und Gesandter der Freien Reichsstadt Münster zu den Verhandlungen, die 1648 zum Westfälischen Frieden geführt haben.

## Leben
Heinrich Herding entstammte einer münsterischen Patrizierfamilie und war ein Sohn des Bürgermeisters Johannes Herding und dessen Ehefrau Clara Volbert († 1636).
Nach einem Studium der Rechtswissenschaften an der Universität Bourges wurde er 1635 Ratsherr in seiner Heimatstadt und war dort in den Jahren von 1647 bis 1656 erster Bürgermeister. 
Als Gesandter der Freien Reichsstadt Münster nahm er zusammen mit dem Bürgermeister Johannes Timmerscheid ab 1646 an den Verhandlungen teil, die 1648 zum Westfälischen Frieden führten.
Herding war in erster Ehe mit Henrika Linteloe († 1636, aus Bocholt) verheiratet. Nach ihrem Tod heiratete er Elisabeth Lucretia von Travelmann, Tochter des Goddert Travelmann und der Elisabeth von Raesfeld zu Schwanenburg. Aus der Ehe stammen u. a. die Kinder 
- Johann Gottfried, † 10. November 1712, ⚭ Anna Johanna von Neukirchen, Erbin der Hertrschaft Windischeschenbach in der Oberpfalz. Deren Sohn Wilhelm Johann wurde am 12. März 1720 in den Freiherrnstand erhoben
- Anna Magdalena, ⚭ 1666 Johann Heinrich von Schenking
- Wilhelm Heinrich, Canonicus in Soest
- Christoph Bernhard, † 13. November 1720, Canonicus in Soest
- Elisabeth († 1698, Stiftsdame in Herzebrock).[3]

Herding wurde am 25. Mai 1656 in Hiltrup begraben.

## Auszeichnungen
Am 7. November 1636 wurde er in Regensburg durch Kaiser Ferdinand II. in den Reichsadelsstand erhoben.